# Roosevelt Warm Springs Institute for Rehabilitation
Roosevelt Warm Springs Institute for Rehabilitation er et behandlingscenter for poliopatienter, der blev grundlagt i 1927 i Warm Springs, Georgia af den senere amerikanske præsident Franklin D. Roosevelt og filantropen Basil O'Connor. I 1921 fik Roosevelt en lammende sygdom, som på daværende tidspunkt blev diagnosticeret som polio, og mistede førligheden i sine ben. Han grundlagde instituttet efter at have hørt om en dreng, som genvandt førligheden i sine ben ved en behandling, der blev kendt som hydroterapi, som involverer brugen af vand til lindring af smerter og behandling af sygdomme. Driften af instituttet blev betalt af Foundation for Infantile Paralysis, som senere blev til March of Dimes. Warm Springs instituttet behandler nu omkring 100 patienter årligt.
I 2005 medvirkede Warm Springs Instituttet i TV filmen Warm Springs, som beskriver FDR's kamp med polio, hans opdagelse af Warm Springs og hans arbejde for at lave det til et center for behandling af polioofre samt hans efterfølgende genoptagelse af sin politiske karriere.
En undersøgelse i 2003 konkluderede at Franklin D. Roosevelt's sygdom formentlig skyldtes Guillain-Barrés syndrom og ikke polio.[kilde mangler]

## References
1. ↑  Dewan, Shailia (30. april 2005). "A Long-Ago Refuge Still Tends to the Needs of Polio Survivors". The New York Times. Hentet 2007-06-16.

## External links
- Roosevelt Warm Springs Institute Arkiveret 19. september 2003 hos  Wayback Machine

32°52′51″N 84°41′7″V / 32.88083°N 84.68528°V